# ウェアハウスストア
ウェアハウスストア (warehouse store) とは、食品などの高頻度に消費される商品をセルフサービスで低価格 (every day low price)・短時間 (short time shopping) で購入できるようにした小売業態である。

## ボックスストア
ボックスストアとは、冷蔵・冷凍不要な食品や日用品を配送用段ボール箱などを利用した簡単な陳列で低価格で販売するものである。
他の業態が成り立たなくなった立地の小型空き店舗を利用して大量出店を行う。

## ウェアハウスストア
より大型の空き店舗や倉庫 (warehouse) の跡などを利用し、冷凍食品など鮮度管理の簡単な食品をも扱うようになったものである。

## スーパーウェアハウスストア
スーパーウェアハウスストアとは、ウェアハウスストアの扱う商品群に加え、生鮮食品も扱うようになったものである。
1980年代の日本では、生鮮カテゴリーキラーをテナントとして誘致することで大型化したものが多い。土日祝日のみ営業する「日曜市」と呼ばれる形態もある。
1990年代から、ディスカウントストアとの複合であるスーパーセンターが主流となる。